# Виґнанка (Мазовецьке воєводство)
Виґнанка (пол. Wygnanka) — село в Польщі, у гміні Мщонув Жирардовського повіту Мазовецького воєводства.
Населення — 250 осіб (2011).
У 1975-1998 роках село належало до Скерневицького воєводства.

## Демографія
Демографічна структура станом на 31 березня 2011 року:
|          | Загалом | Допрацездатний вік | Працездатний вік | Постпрацездатний вік |
| -------- | ------- | ------------------ | ---------------- | -------------------- |
| Чоловіки | 125     | 32                 | 77               | 16                   |
| Жінки    | 125     | 33                 | 67               | 25                   |
| Разом    | 250     | 65                 | 144              | 41                   |